# Pionothele straminea
Espèce
Pionothele straminea est une espèce d'araignées mygalomorphes de la famille des Pycnothelidae.

## Distribution
Cette espèce est endémique du Cap-Occidental en Afrique du Sud,. Elle se rencontre vers St Helena Bay, Cederberg et Muizenberg.

## Description
Le mâle holotype mesure 9 mm.
La femelle décrite par Tucker en 1917 mesure 13,5 mm.

## Publication originale
- Purcell, 1902 : New South African trap-door spiders of the family Ctenizidae in the collection of the South African Museum. Transactions of the South African Philosophical Society, vol. 11, p. 348-382 (texte intégral).